# 2567 Elba
2567 Elba eller 1979 KA är en asteroid i huvudbältet som upptäcktes den 19 maj 1979 av den båda chilenska astronomerna Guido Pizarro och Oscar Pizarro vid La Silla-observatoriet. Den har fått sitt namn efter Elba Aguilera de Pizarro, mor till de båda upptäckarna.
Asteroiden har en diameter på ungefär 15 kilometer.